# Liste der Staatsoberhäupter 799
Übersicht
◄◄ | ◄ | 795 | 796 | 797 | 798 | Liste der Staatsoberhäupter 799 | 800 | 801 | 802 | 803 | ► | ►►

Weitere Ereignisse

## Afrika
- Idrisiden in Marokko
  - Imam: Idris II. (791–828)

- Rustamiden
  - Imam: 'Abd al-Wahhab ibn 'Abd al-Rahman (788–824)

## Amerika
- Maya
  - Copán
    - Herrscher: Yax Pasaj Chan Yoaat (762–820)

  - Tikal
    - Herrscher: Nuun Ujol K’inich (794–805)

## Asien
- Bagan
  - König: Munlat (785–802)

- China
  - Kaiser: Tang Dezong (779–805)

- Iberien (Kartlien)
  - König: Aschot I. (786–830)

- Indien
  - Östliche Chalukya
    - König: Vishnuvardhana IV. (772–808)

  - Pala
    - König: Dharmapala (775–810)

  - Pallava
    - König: Thandi Varman (775–825)

  - Pandya
    - König: Rasasingan II. (790–800)

  - Pratihara
    - König: Vatsaraja (775–805)

  - Rashtrakuta
    - König: Govinda III. (793–814)

- Japan
  - Kaiser: Kammu (781–806)

- Kaschmir
  - König: Jayapida (779–813)

- Korea
  - Balhae
    - König: Mokjong Kang (795–809)

  - Silla
    - König: Soseong (798–800)

- Kalifat der Muslime
  - Kalif: Hārūn ar-Raschīd (786–809)

- Nanzhao
  - König: Meng Yimouxun (779–808)

- Tibet
  - König: Muné Tsenpo (796–799)
  - König: Satnalek (799–815)

## Europa
- Bulgarien
  - Khan: Kardam (777–803)

- Byzantinisches Reich
  - Kaiserin: Irene (797–802)

- England (Heptarchie)
  - East Anglia
    - König: Eadwald (796–800)

  - Essex
    - König: Sigered (798–825)

  - Kent
    - König: Cuthred (798–807)

  - Mercia
    - König: Cenwulf (796–821)

  - Northumbria
    - König: Eardwulf (796–806)

  - Wessex
    - König: Beorhtric (786–802)

- Fränkisches Reich
  - König: Karl der Große (768–814)
  - Grafschaft Toulouse
    - Graf: Wilhelm von Aquitanien (790–806)

- Italien
  - Kirchenstaat
    - Papst: Leo III. (795–816)

  - Venedig
    - Doge von Venedig: Giovanni Galbaio (787–803)

- Schottland
  - Dalriada
    - König: Konstantin (781–820)

  - Strathclyde
    - König: Riderch II. (780–ca. 810)

  - Pikten
    - König: Konstantin (789–821)

- Spanien
  - Asturien
    - König: Alfons II. (791–842)

  - Emirat von Córdoba
    - Emir: al-Hakam I. (796–822)

- Wales
  - Gwynedd
    - Fürst: Cynan Dindaethwy ap Rhodri (798–816)

  - Powys
    - Fürst: Cadell ap Brochfael (773–808)